# Lanquais
Lanquais ist eine französische Gemeinde mit 501 Einwohnern (Stand 1. Januar 2022) im Département Dordogne in der Region Nouvelle-Aquitaine (vor 2016: Aquitanien). Die Gemeinde gehört zum Arrondissement Bergerac und zum Kanton Lalinde.
Der Name lautet in der okzitanischen Sprache Lencais. Es könnte sich um eine Ableitung von „Linocassium“ sind, was „Eichenhain von Linus“, einer Person in gallorömischer Zeit, bedeutet.
Die Einwohner werden Lanquaisiens und Lanquaisiennes genannt.

## Geographie
Lanquais liegt ca. 15 km östlich von Bergerac in der Region Bergeracois der historischen Provinz Périgord.
Umgeben wird Lanquais von den Nachbargemeinden:
| Saint-Agne       | Varennes                                    | Couze-et-Saint-Front |
| Verdon           | Kompassrose, die auf Nachbargemeinden zeigt | Bayac                |
| Faux-en-Périgord |                                             | Monsac               |

Lanquais liegt im Einzugsgebiet des Flusses Dordogne. 
Der Couzeau, einer seiner Nebenflüsse, durchquert das Gebiet der Gemeinde und mündet dort in die Dordogne ebenso wie der Ruisseau de la Biède.

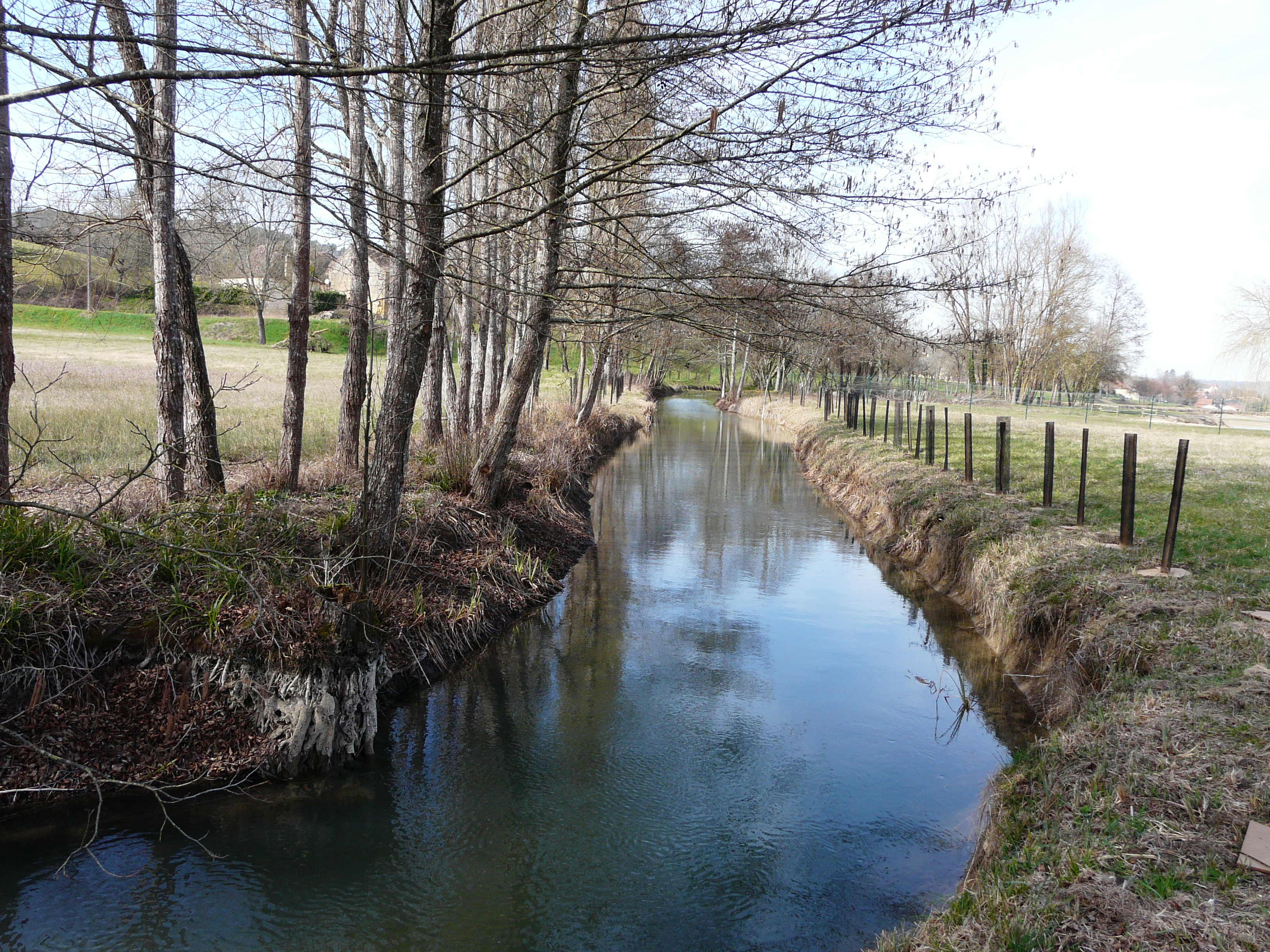
Der Couzeau bei Lanquais

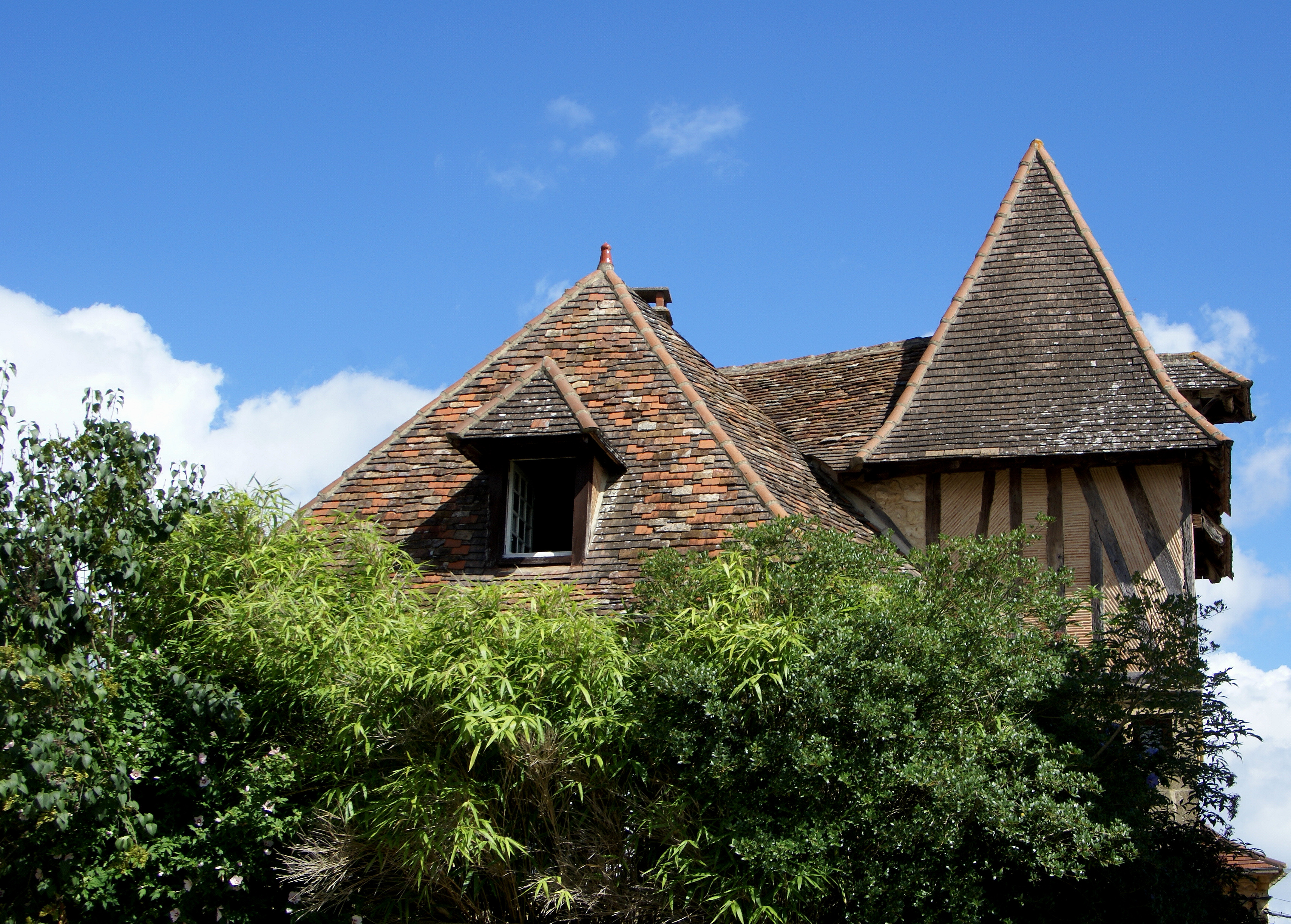
Haus in Lanquais

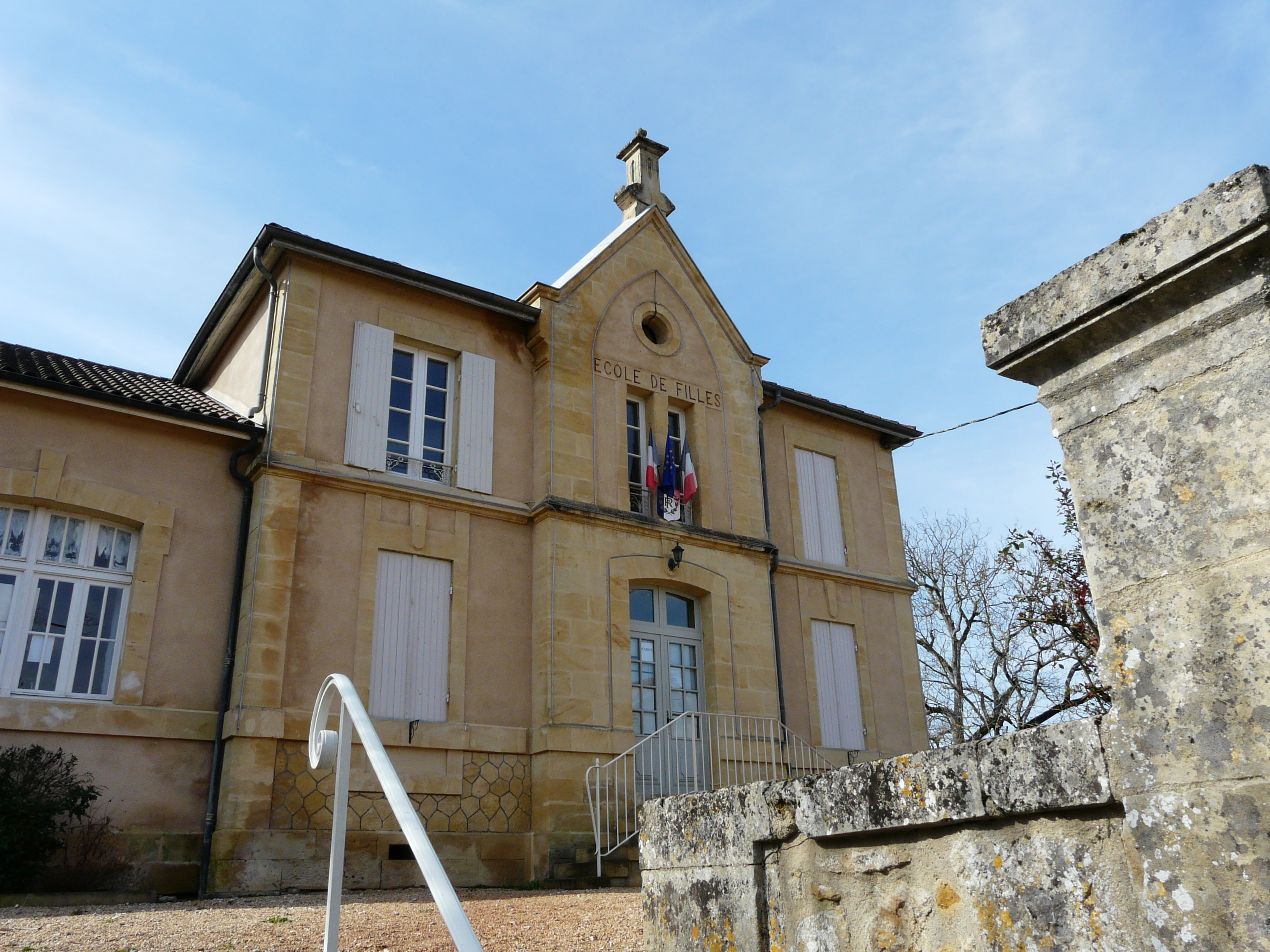
Rathaus von Lanquais

## Geschichte
Lanquais war ein Adelssitz, der der Kastellanei von Beaumont bis zum 14. Jahrhundert unterstand. In der Folge bildete Lanquais selbst eine Kastellanei, die vier Pfarrgemeinden umfasste, Lanquais, Varennes, Monmadalès und Saint-Aubin-de-Lanquais.

### Toponymie
Toponyme und Erwähnungen von Lanquais waren:
- Linicassio (Eintrag von Fronto von Périgueux im Martyrologium von Rabanus Maurus),
- Linquaychs (1276, Domkapitel der Kathedrale von Périgueux),
- Lincays (1286, Gewohnheitsrechte von Beaumont),
- Lencasium (1320, Schriftensammlung des Abbé de Lespine),
- Lancais (1359, Empfangsschein des Seigneurs von Pestilhac),
- Lencayschs (1361, Archiv von Sainte-Alvère),
- Lencays (1363, Schriftensammlung des Abbé de Lespine),
- Lancays (1469, Würdigung von Jean de la Cropte),
- Santa Maria de Lancasio und Lencaysium (1476 bzw. 1522, Testament in der Schriftensammlung des Abbé de Lespine),
- Lencaysch (1554, Erzpriestertum von Bayac),
- Lencaye (Dialekt),
- Lanquais (1750 und 1793, Karte von Cassini bzw. Notice Communale),
- Lenquais (1801, Bulletin des Lois).[4][5][6]

### Einwohnerentwicklung
Nach Beginn der Aufzeichnungen stieg die Einwohnerzahl in der ersten Hälfte des 19. Jahrhunderts auf einen Höchststand von 1055. In der Folgezeit sank die Größe der Gemeinde bei kurzen Erholungsphasen bis zu den 1920er Jahren auf ein Niveau von rund 500 Einwohnern, das bis heute gehalten wird.
| Jahr      | 1962 | 1968 | 1975 | 1982 | 1990 | 1999 | 2006 | 2010 | 2022 |
| --------- | ---- | ---- | ---- | ---- | ---- | ---- | ---- | ---- | ---- |
| Einwohner | 507  | 530  | 532  | 526  | 527  | 513  | 499  | 542  | 501  |

## Sehenswürdigkeiten

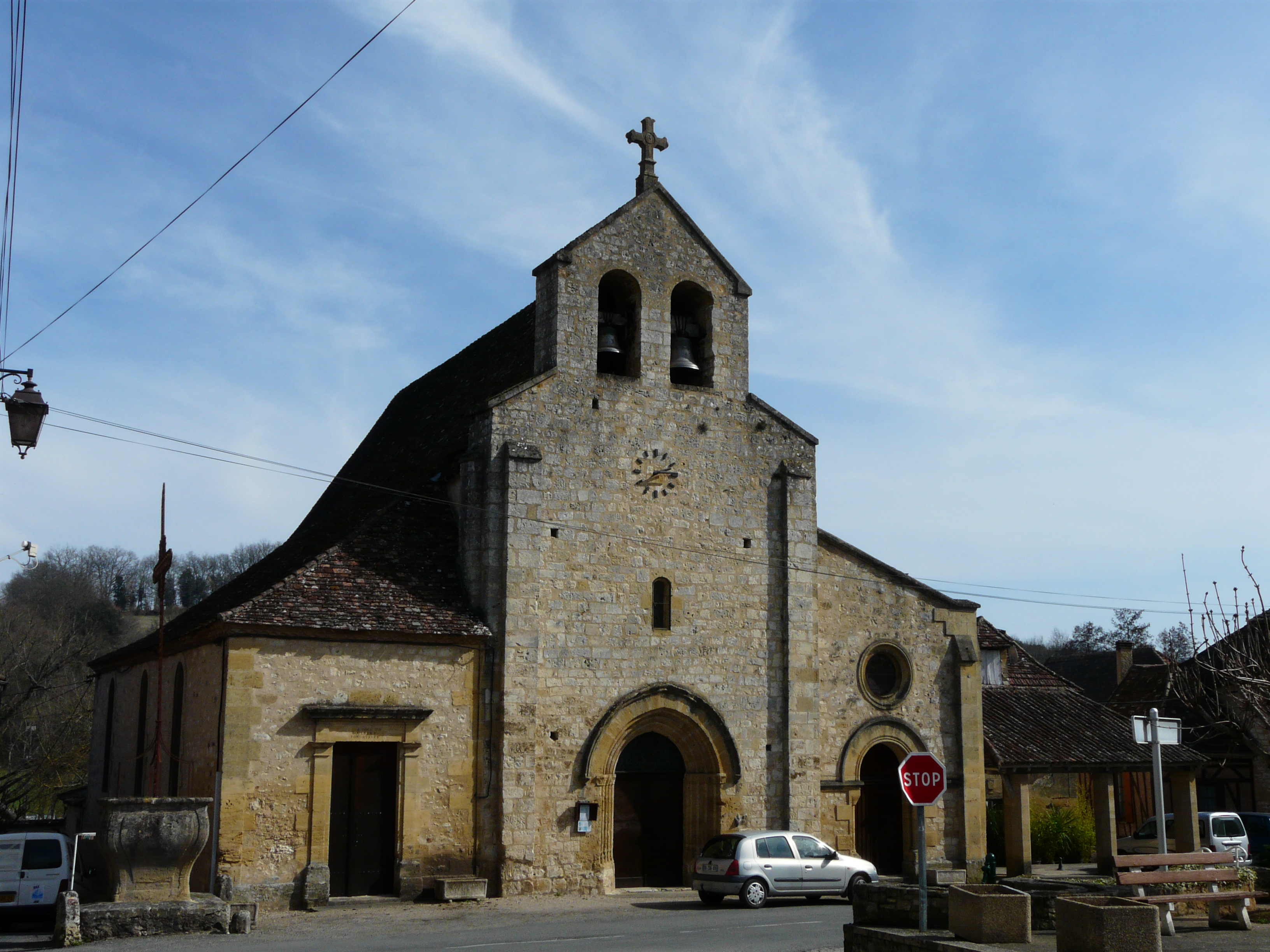
Pfarrkirche Notre-Dame-de-l’Assomption

### PfarrkircheNotre-Dame-de-l’Assomption
Die zu Ehren von Marias Aufnahme in den Himmel geweihte Kirche wurde im 12. Jahrhundert im romanischen Stil errichtet und im Laufe der Jahrhunderte oft umgestaltet. Die Westfassade zeigt einen Glockengiebel, der oben durch zwei Wandöffnungen für die Glocken unterbrochen ist, eine ganz kleine in der Mitte und am Fuß schließlich das Eingangsportal. Es ist rundbogenförmig und mit Archivolten ausgestaltet. An beiden Außenseiten befinden sich die Fassaden der Seitenschiffe mit separaten Eingängen. Diese sind mit Pilastern eingerahmt, die ein Gesims tragen.

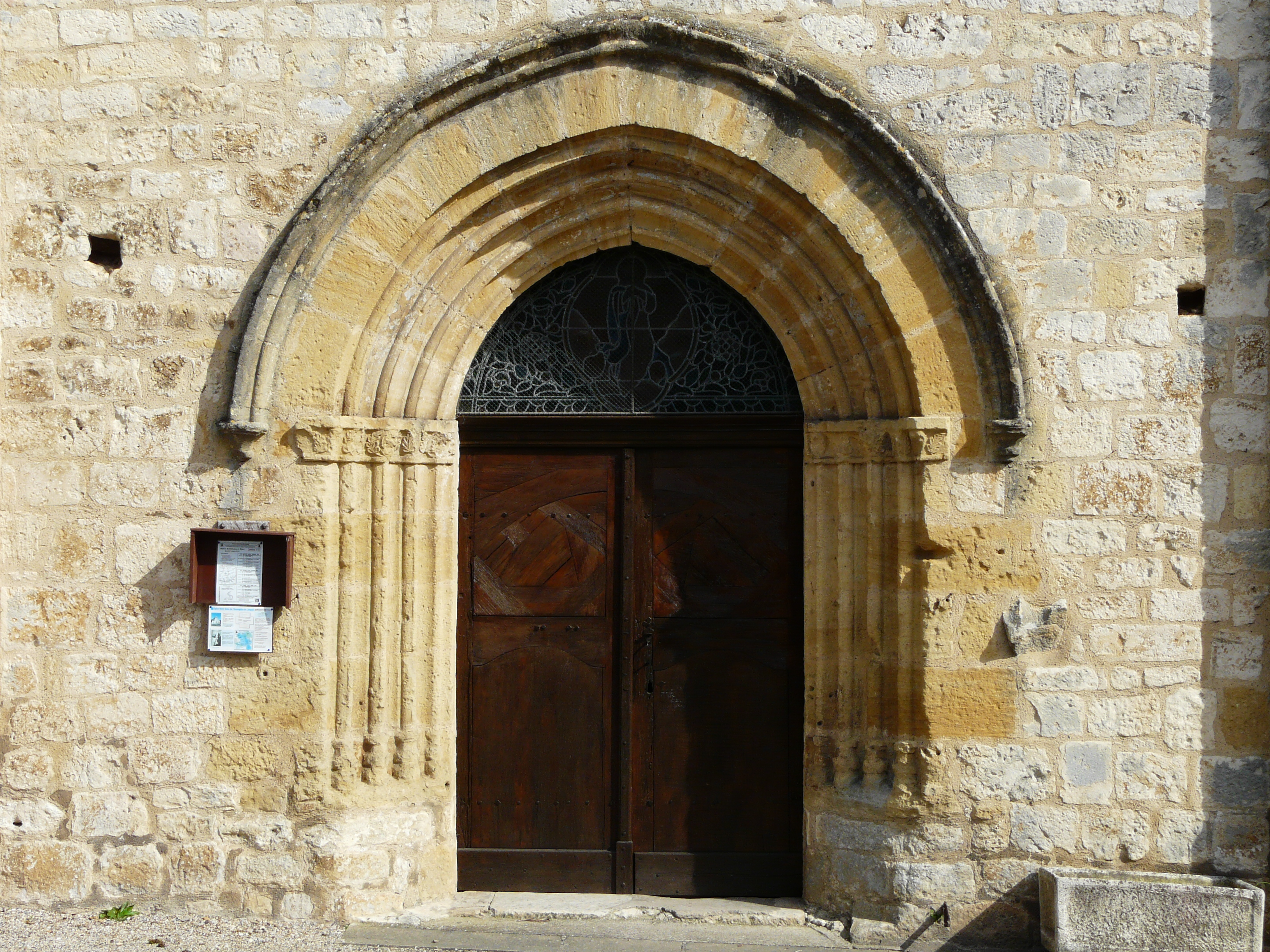
Eingangsportal
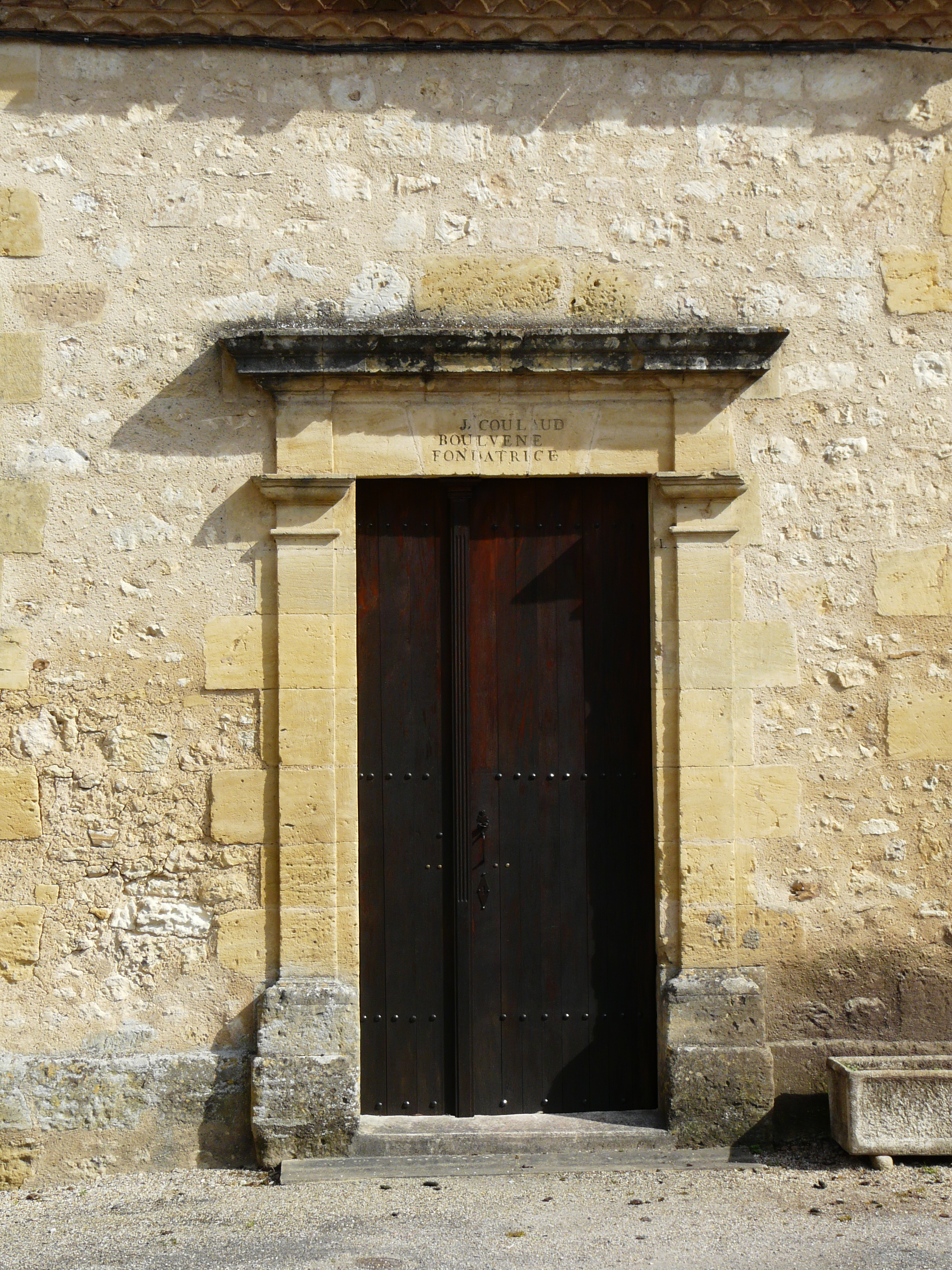
Eingang zum nördlichen Seitenschiff
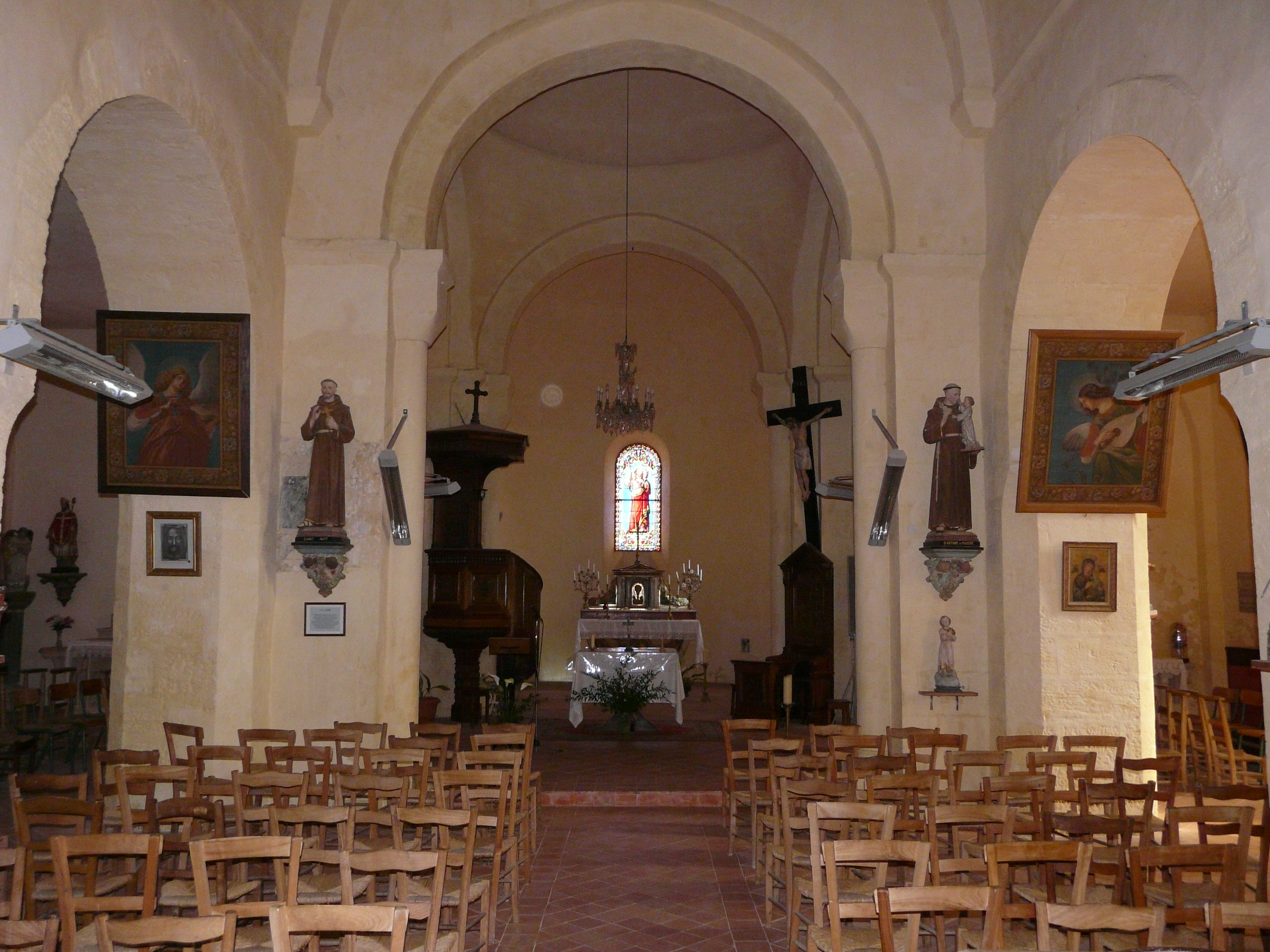
Hauptschiff mit Blick auf den Chor
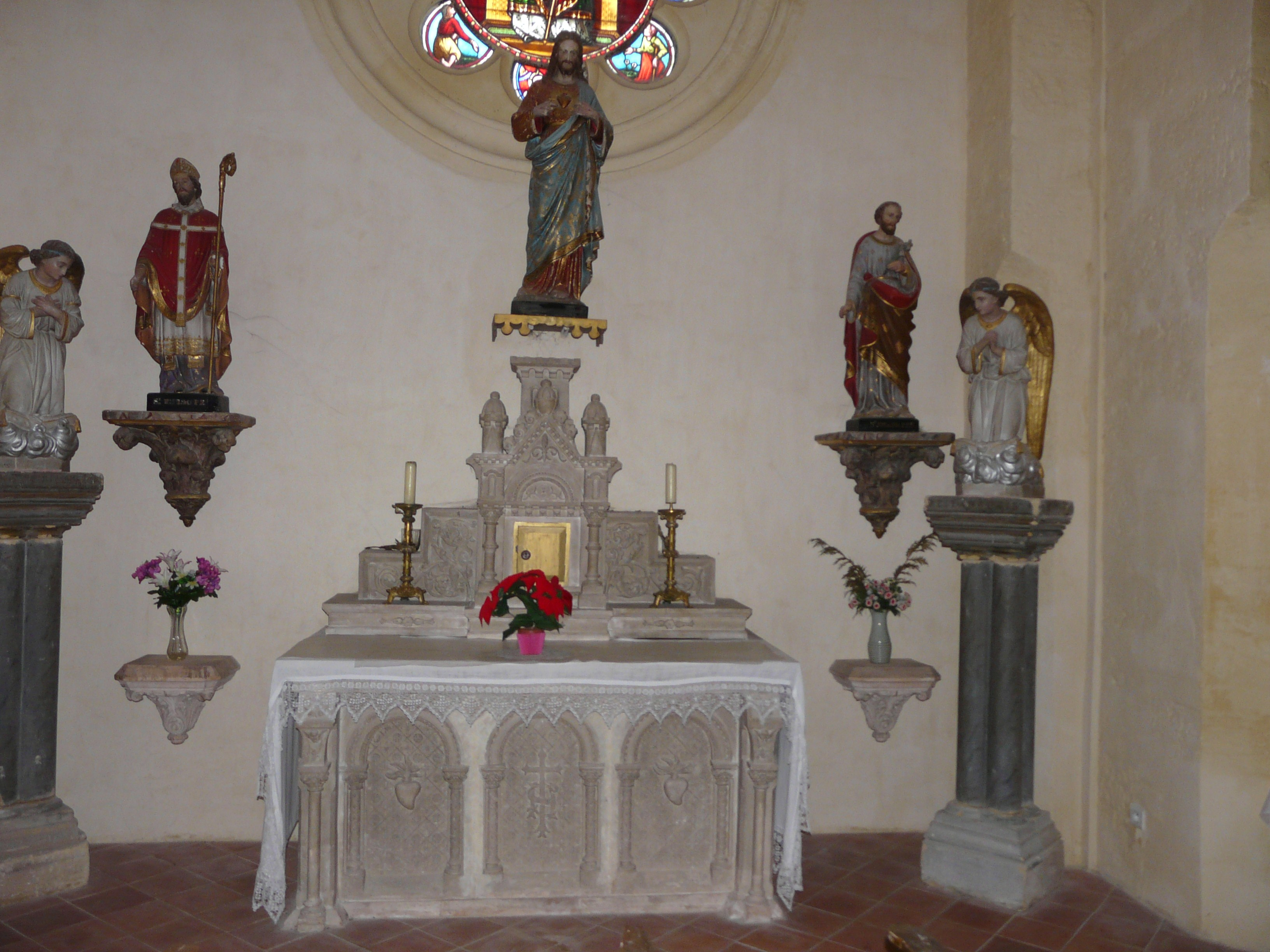
Seitenaltar
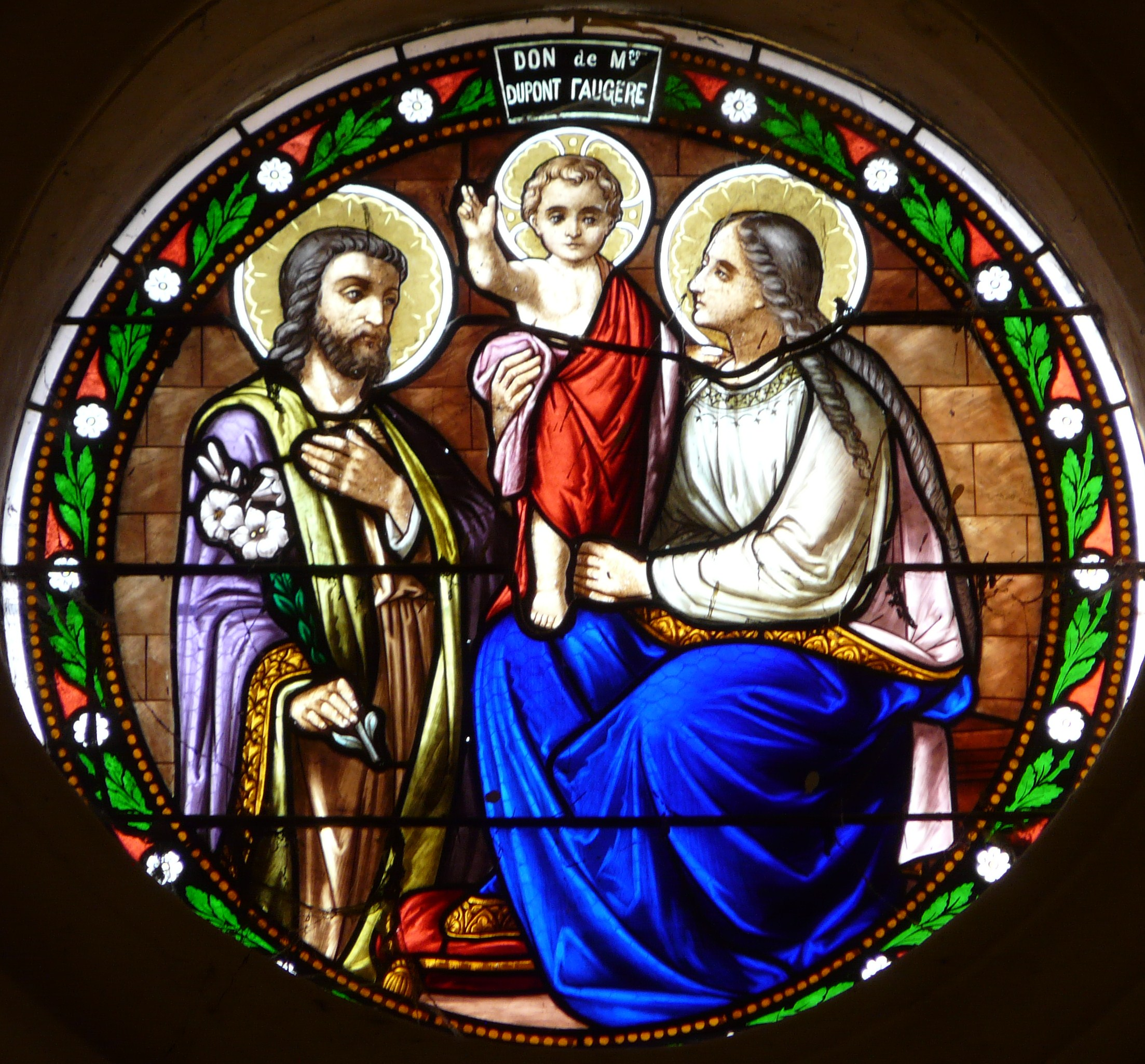
Glasfenster
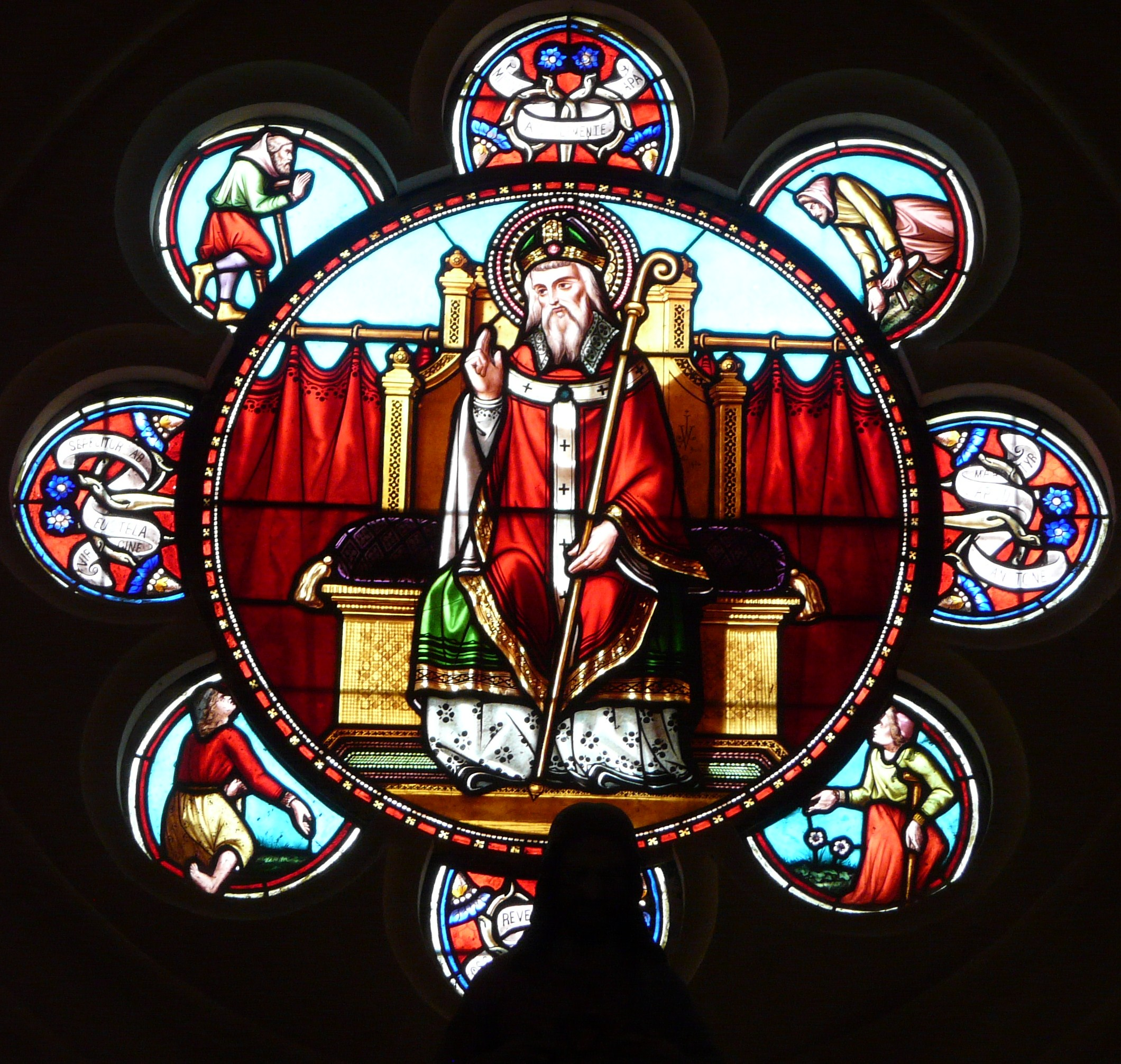
Fensterrose
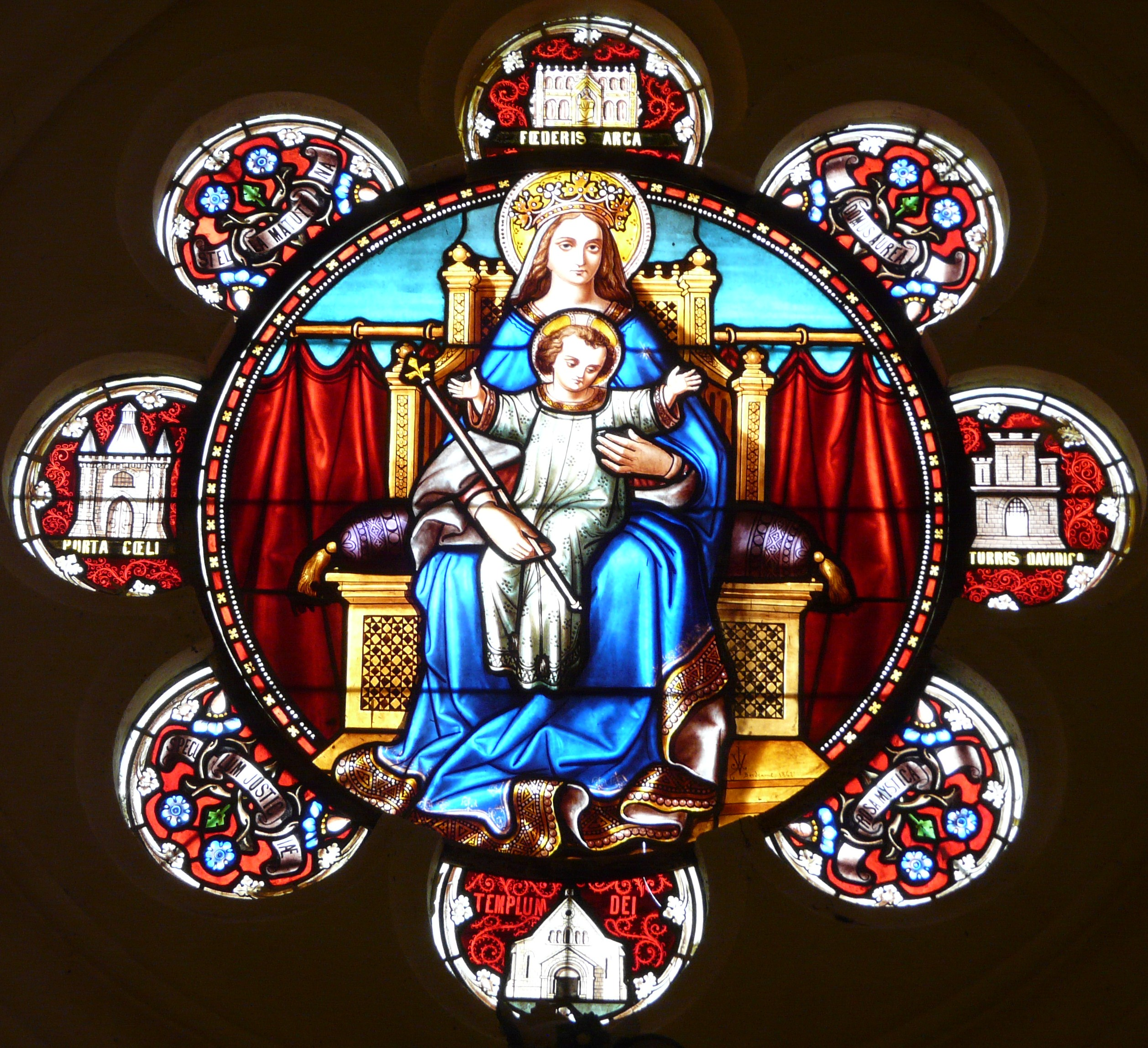
Fensterrose
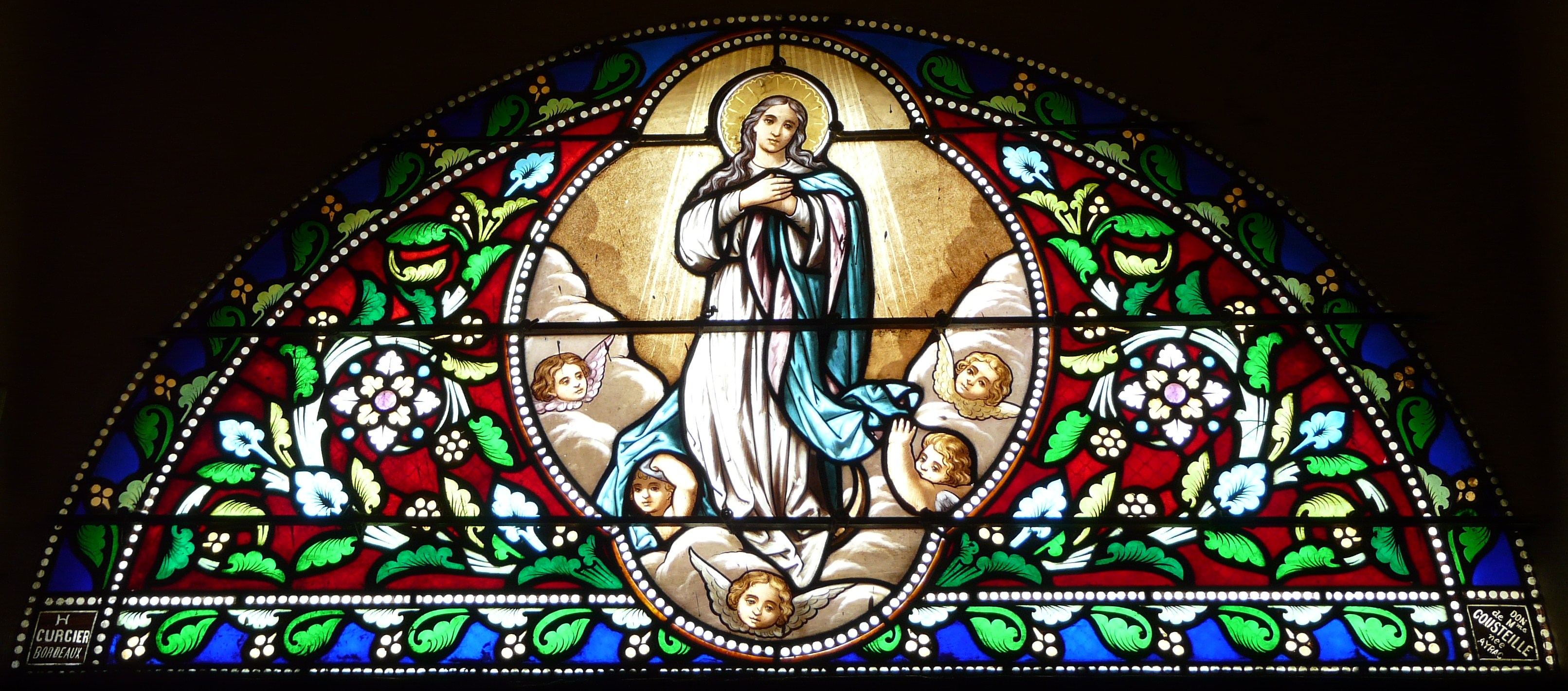
Glasfenster über dem Eingangsportal

### Schloss Lanquais

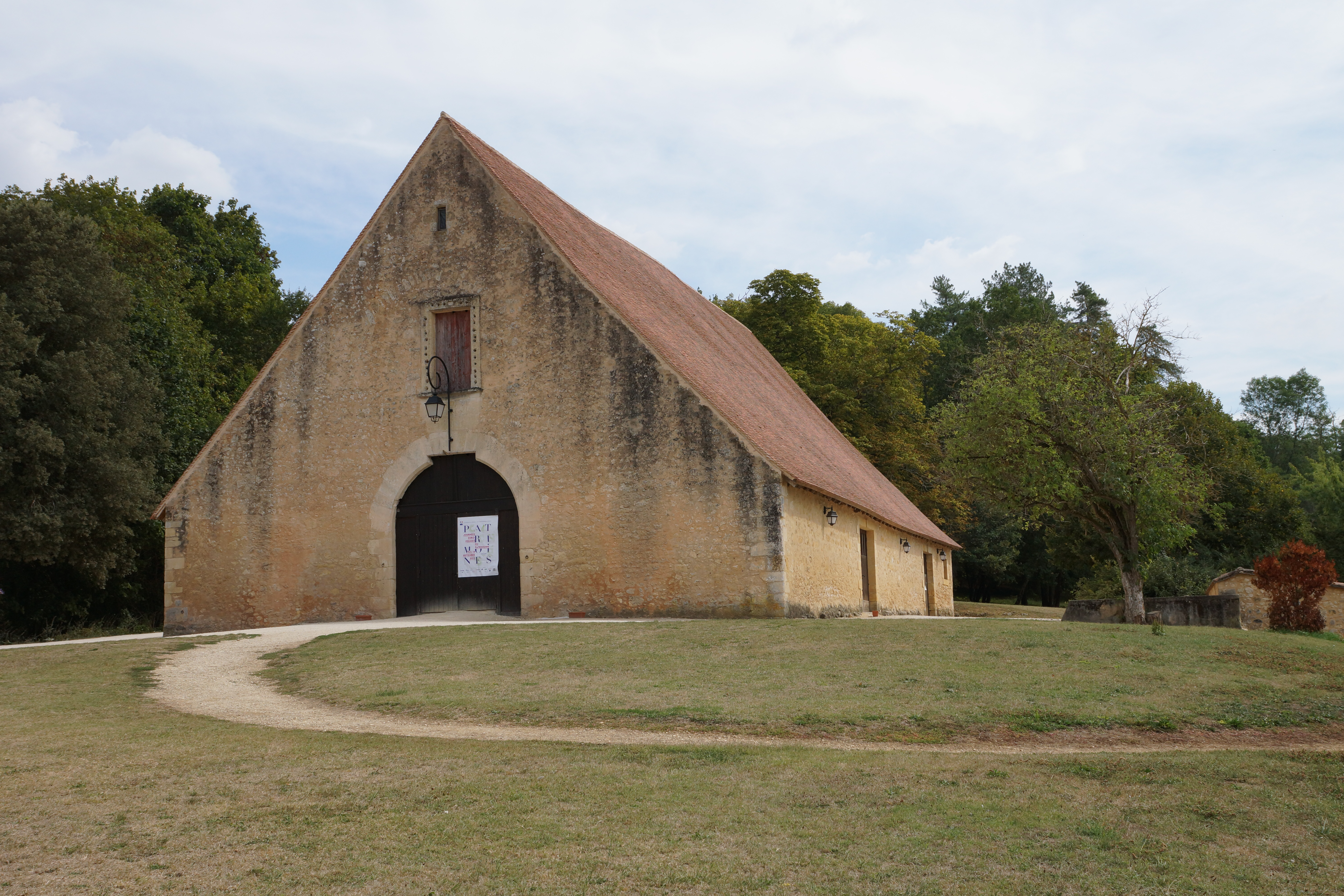
Scheune

Das Schloss und die Ulmenallee, die zu ihm führt, sind seit dem 8. Juli 1942 als Monument historique klassifiziert. Der Westflügel, die Nebengebäude, die Schlossmauer, der Hof und sein Gelände sind seit dem 14. September 2010 zusätzlich als Monument historique klassifiziert.
In der Nähe der Ulmenallee, die zum Schloss führt, befindet sich eine Scheune, die aus dem 15. Jahrhundert datiert. Sie lässt sich besichtigen und ist seit dem 17. Juni 1942 als Monument historique eingeschrieben. Im Lauf der Jahrhunderte diente der Bau unter den unterschiedlichen Besitzern abwechselnd als Krankenhaus, protestantische Kirche, Vergnügungssaal, als Weinlager, Kuhstall und schließlich als Schafstall. Sie stand kurz vor dem Abriss, als sie 1975 von der Vereinigung der Freunde von Lanquais gekauft wurde, die die erste Renovierung durchführte.

### Schloss Laroque

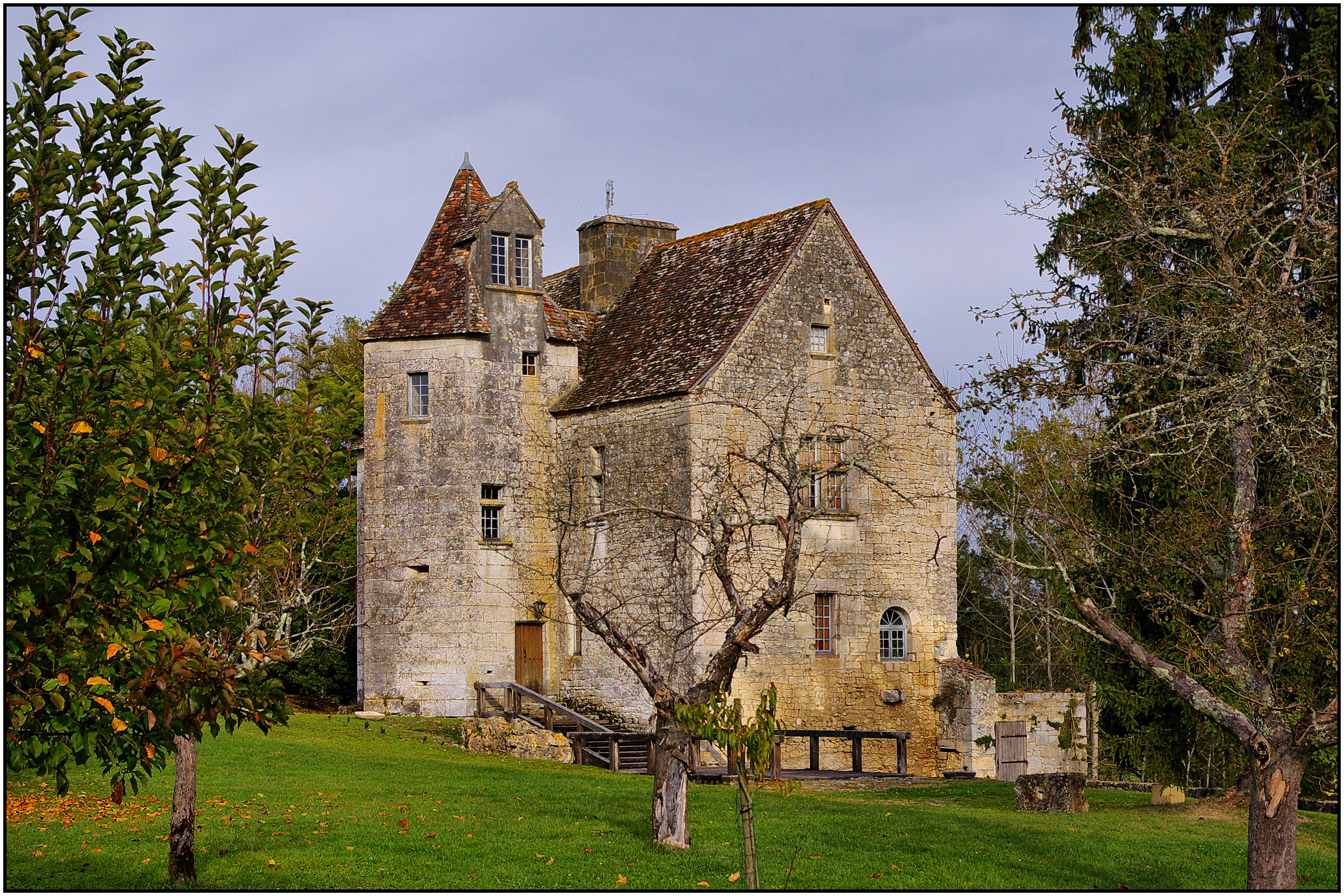
Schloss Laroque

Das Anwesen wurde im 15. Jahrhundert in dem für das Périgord typischen Stil auf einer Felswand über dem Couzeau erbaut. Es hat sein pittoreskes Aussehen mit seinen beiden l-förmig angeordneten Wohntrakten mit einem hexagonaler Turm bewahrt. An der Nordfassade sind Fundamente einer früheren Bebauung, die wie der Gewölbekeller wahrscheinlich aus dem 13. Jahrhundert datieren. Im Norden des Zentrums der Gemeinde gelegen, gehörte das Schloss einst zum Lehen der Familie Joas de Laroquede Perponcher. Anschließend gelangte es in den Besitz der Familie Lafargue. Ein trockener Wassergraben, der in den Felsen gehauen wurde, trennt das Schloss vom Rest der Hochfläche. Das Schloss ist seit dem 12. Oktober 1948 als Monument historique eingeschrieben. Es befindet sich in Privatbesitz und kann nur von außen besichtigt werden.

## Wirtschaft und Infrastruktur

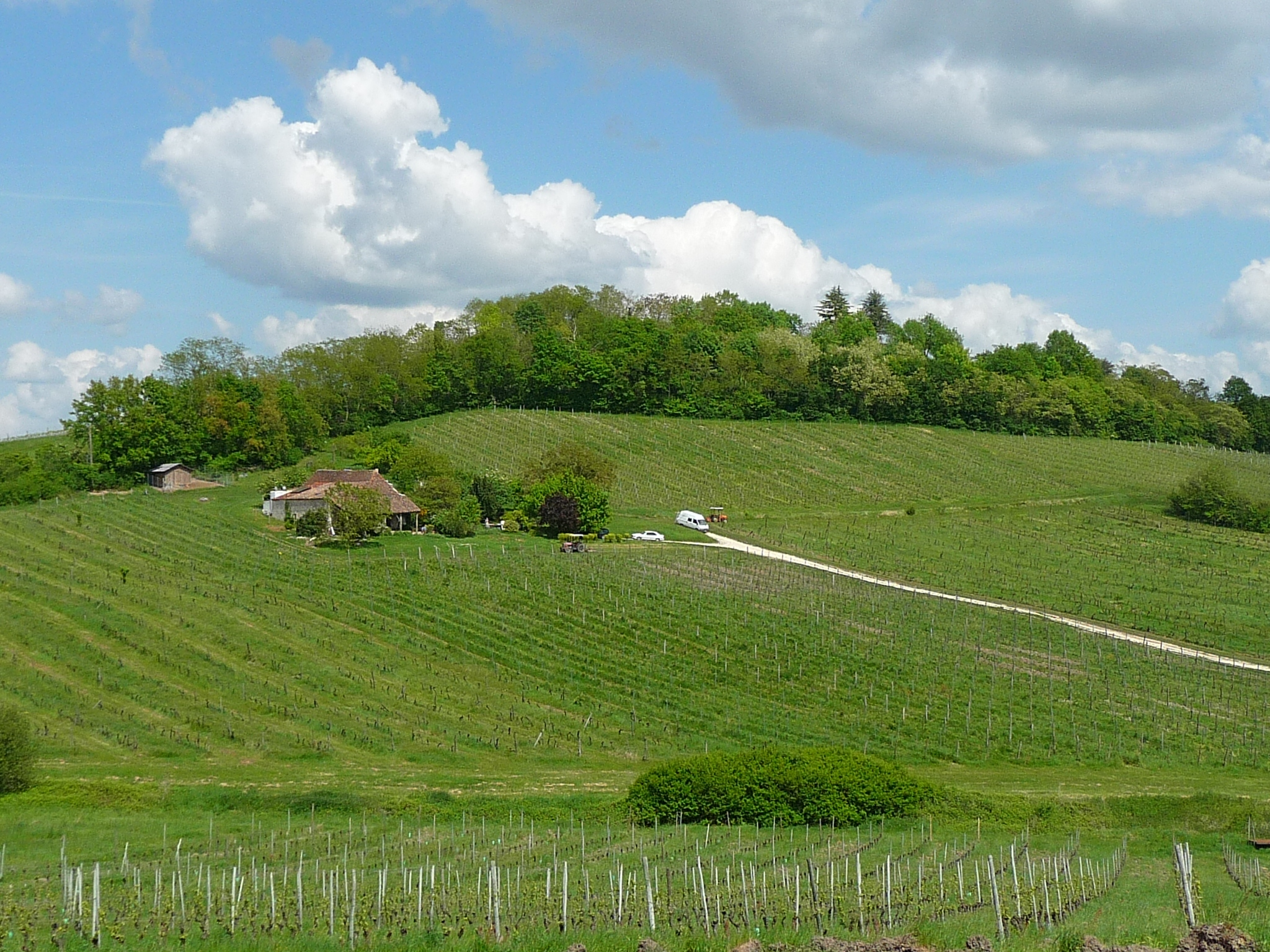
Weinberg der AOC Côtes de Bergerac

Lanquais liegt in den Zonen AOC des Bergerac mit den Appellationen Bergerac und Côtes de Bergerac.

### Bildung
Die Gemeinde verfügt über eine öffentliche Vor- und Grundschule mit 43 Schülerinnen und Schülern im Schuljahr 2018/2019.

### Sport und Freizeit
- Der Fernwanderweg GR 6 von Sainte-Foy-la-Grande (Département Gironde) nach Saint-Paul-sur-Ubaye (Département Alpes-de-Haute-Provence) führt am Zentrum von Faux-en-Périgord vorbei.[17]

- Zahlreiche Rundwege durch das Gebiet der Gemeinde laden zum Spazierengehen, Wandern, Radfahren oder Reiten ein:
  - Découverte du village - Lanquais (Länge: 0,7 km, Dauer: 40 Min. zu Fuß), ist ein Rundgang durch das Zentrum von Lanquais[18]
  - Boucle des Coteaux - Lanquais (Länge: 6,4 km) führt über Weiden und durch Wälder an einer ehemaligen Ziegelei und am Schloss Lanquais vorbei[19]
  - Boucle des Eaux - Lanquais (Länge: 10,7 km) führt an Bächen, Teichen und Quellen und am Schloss Lanquais vorbei[20]

- Der Rundweg Bastides et châteaux besitzt eine Länge von 66,8 km bei einem Höhenunterschied von 200 m und führt auch durch das Zentrum von Lanquais. Es handelt sich um eine Strecke für Radfahrer, die von Bergerac durch die Region führt.[21]

### Verkehr
Die Route départementale 37 durchquert Lanquais und verbindet die Gemeinde mit den Nachbargemeinden Saint-Agne im Nordosten, Varennes im Norden und Couze-et-Saint-Front im Nordosten. Die Route départementale 22 verbindet Lanquais im Südwesten mit der Nachbargemeinde Faux-en-Périgord.

## Persönlichkeiten
Vicomte Alexis de Gourgues, geboren am 12. Oktober 1801 in Bordeaux, gestorben am 17. Februar 1885 in Bordeaux, war Historiker sowie Gründungsmitglied und Vizepräsident der Société Historique et Archéologique du Périgord. Einer seiner wichtigsten Werke ist der Dictionnaire topographique du département de la Dordogne von 1873. Er besaß das Schloss Lanquais und zog sich dort nach seiner aktiven Zeit zurück.